# درات (حالمين)

تعديل مصدري - تعديل

درات هي إحدى قرى عزلة حبيل الريدة بمديرية حالمين التابعة لمحافظة لحج، بلغ تعداد سكانها 213 نسمة حسب تعداد اليمن لعام 2004.